# Agència dels Estats del Panjab

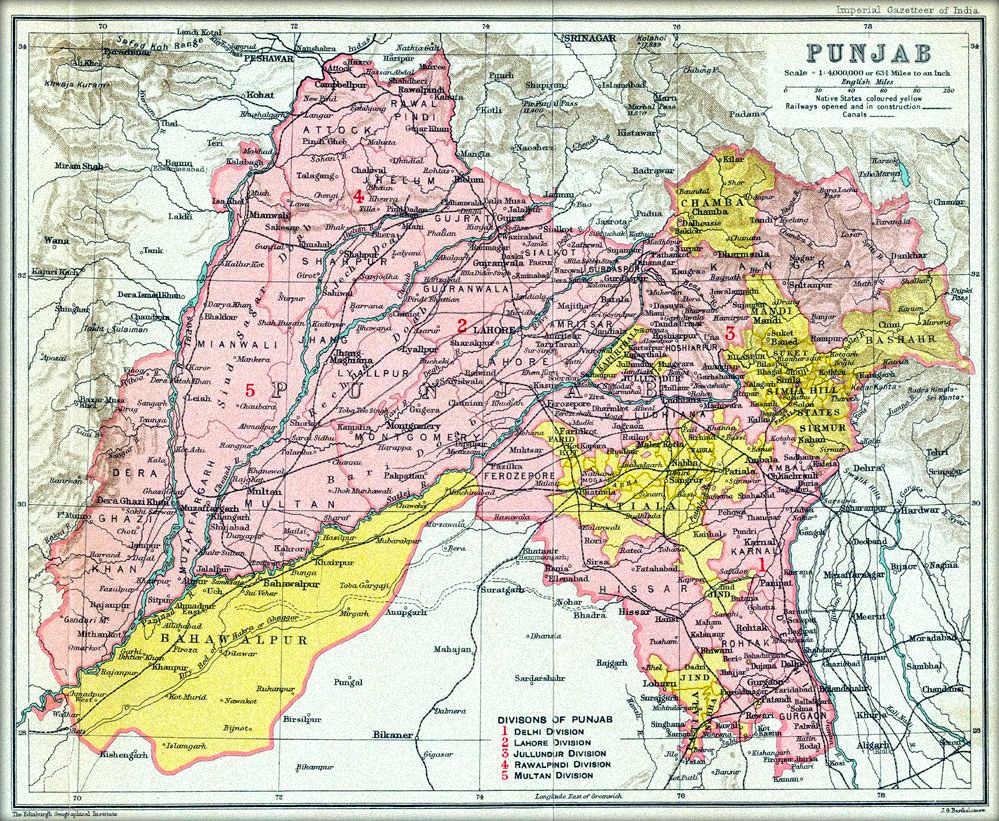
Mapa de la província del Panjab el 1909.

L'Agència dels Estats del Panjab fou una entitat administrativa britànica a l'Índia creada el 1933 amb els Estats Natius del Panjab (sota diverses jurisdiccions de comissionats o directament del tinent governador) i els Estats de les Muntanyes de Simla (sota el subcomissionat del districte de Simla). Va desaparèixer amb la independència de l'Índia el 15 d'agost de 1947. Els estats (31) foren units a la província d'Himachal Pradesh sota administració central (1948), i després (1950) a l'estat d'Himachal Pradesh, que el 1956 fou declarat territori, per recuperar la condició d'estat el 1971.

## Principats tributaris
- Bahawalpur
- Bilaspur
- Chamba
- Faridkot
- Kalsia
- Kapurthala
- Khairpur
- Loharu
- Maler Kotla
- Mandi
- Nabha
- Patiala
- Nahan
- Suket
- Kangra
- Jaswan
- Haripur
- Dada-Siba
- Datarpur
- Kutlehar

## Principats tributaris de lasuperintendència de Simlade l'Agència d'Estats del Panjab
- Baghal
- Baghat
- Balsan
- Bashahr
- Bhajji
- Bija
- Darkoti
- Dhami
- Jubbal
- Keonthal
- Kumharsain
- Kunihar
- Kuthar
- Mahlog
- Mangal
- Mawiang
- Mawsynram
- Nalagarh (Hindur)
- Sangri
- Tharoch